# 안흥중학교
안흥중학교(安興中學校)는 대한민국 강원특별자치도 횡성군 안흥면 안흥리에 있는 공립 중학교이다.

## 학교 연혁
- 1951년 10월 30일 : 안흥중학교 설립인가(3학급)
- 1979년 2월 20일 : 안흥중학교 증설인가(9학급)
- 1989년 9월 25일 : 학급감축 인가(6학급)
- 1998년 2월 28일 : 학급감축 인가(3학급)
- 2022년 9월 1일 : 제33대 이선형 교장 부임
- 2023년 3월 2일 : 2023학년도 입학(남 3명, 여 3명 계 6명)
- 2023년 12월 29일 : 제72회 졸업(8명 졸업, 총 누계 3,942명)

## 참고 자료
- 안흥중학교 - 한국교육학술정보원 학교알리미